# 田島俊明
田島 俊明（たじま としあき、1974年1月16日 - ）は、日本中央競馬会 (JRA) ・美浦トレーニングセンターに所属している調教師。

## 来歴
子供時代、東京競馬場で乗馬を教わる。
1992年、4月よりJRA競馬学校厩務員課程に入学し、卒業後の10月から美浦・小林常泰厩舎所属の調教厩務員となる。
1993年、4月より美浦・高橋裕厩舎に移籍し調教助手に転向する。2001年、5月より美浦・畠山吉宏厩舎所属となる。
「自分なりの調教に関する考え」を実現すべく調教師を志す。
2009年、2月12日にJRA調教師免許試験に合格したことが発表され、3月1日付で調教師免許免許を取得した。初出走は同年5月23日、東京4Rファストソニックで7着。8月2日の札幌5Rサクラサクラサクラで初勝利。
2011年、4月23日のフローラステークスでバウンシーチューンが管理馬の重賞初出走、初勝利を収めた。
2017年4月2日、中山2Rで、ヤマニンバンタジオが1着となり、現役150人目となるJRA通算100勝を達成した。 
2024年7月13日、福島12Rでカピリナが1着となり、現役106人目となるJRA通算200勝を達成した。

## 調教師成績
|                    | 日付          | 競馬場・開催  | 競走名            | 馬名               | 頭数 | 人気 | 着順 |
| ------------------ | ------------- | ------------- | ----------------- | ------------------ | ---- | ---- | ---- |
| 初出走             | 2009年5月23日 | 3回東京1日4R  | 障害3歳上オープン | ファストソニック   | 14頭 | 10   | 7    |
| 初勝利             | 2009年8月2日  | 2回札幌2日5R  | 3歳未勝利         | サクラサクラサクラ | 12頭 | 7    | 1    |
| 重賞初出走・初勝利 | 2011年4月23日 | 2回東京1日11R | フローラS         | バウンシーチューン | 17頭 | 9    | 1    |
| GI初出走           | 2011年5月22日 | 3回東京2日11R | 優駿牝馬          | バウンシーチューン | 18頭 | 5    | 17   |

### 主な管理馬
- バウンシーチューン（2011年フローラステークス）
- ドリームセーリング（2016年京都ジャンプステークス）
- レイハリア（2021年葵ステークス、キーンランドカップ）
- テリオスベル（2022年クイーン賞、2023年ブリーダーズゴールドカップ）[4]
- カピリナ（2025年函館スプリントステークス）

## 人物・エピソード
- 目標とする調教師は畠山吉宏[1]。「人間的にも立派で、尊敬できる」[1]という。
- 2013年JRA新規騎手免許試験に合格した南関東・大井競馬所属の戸崎圭太が、3月1日付で厩舎の所属になることとなった。戸崎と親交のある地方競馬関係者の紹介で田島が受け入れを快諾。「騎乗技術はもちろん、人間的にも非常にしっかりしている騎手なので快諾した」と語った[5]。厩舎開業以来初の所属騎手となる。

## 主な厩舎スタッフ
- 戸崎圭太（騎手、2013年-）
- 柴田健登（厩務員、2014年-不明。高橋祥泰厩舎より移籍。現在はJRAよりNARに移籍した。柴田善臣の実子でオートレース選手の柴田陸樹の実兄）